# Ràdujni (Magadan)
|  | Per a altres significats, vegeu «Ràdujni». |

Ràdujni (en rus: Радужный) és un poble (possiólok) de l'óblast de Magadan, a Rússia, que el 2021 tenia 96 habitants.